# Халимов, Алимджан
Алимджан (Алим) Халимов (узб. Алимжан Халимов; 30 мая (12 июня) 1912, Бухара, Бухарский эмират — 1984) — узбекский советский композитор, дирижёр, музыкальный педагог. Заслуженный деятель искусств Каракалпакской АССР. Народный артист Узбекской ССР (1957). Народный артист Каракалпакской АССР. Лауреат Государственной премии Каракалпакской АССР им. Бердаха (1967). Основоположник каракалпакской советской музыки.

## Биография
Сын известного народного певца Домла Халима Ибадова. В 1933 году окончил Самаркандский институт музыки и хореографии, в 1958 году — Ташкентскую консерваторию. Ученик Г. А. Мушеля. В 1933 году работал гиджакистом в театре им. Свердлова в Ташкенте. В 1934—1941 годах учился в национальной оперной студии при Московской консерватории на дирижёрско-хоровом факультете, одновременно занимался композицией в классе профессора Г. И. Литинского.
В 1941—1968 годах работал дирижёром и музыкальным руководителем театров Ташкента, Ферганы и Нукуса, одновременно был преподавателем Нукусского музыкально-хореографического училища.
В 1967—1977 годах — председатель Каракалпакского отделения Союза композиторов Узбекской ССР.
Собрал и записал около 150 каракалпакских народных песен и мелодий, многие из которых включены в 8-й том издания «Узбекская народная музыка» (1959).

## Избранные музыкальные сочинения
- более 40 музыкальных драм и комедий (все поставлены в Нукусе)
  - Насильно мил не будешь (Суймегенге суйкенбе, 1945; 2-я ред. 1956),
  - Дочь Арала (Орол кизи, 1947),
  - Аму-Дарья (1948), Бердах (1950; 2-я ред. 1958),
  - Трагедия Бекжаба (Бекжаб фожияси, 1952),
  - Свадьба на пастбище (Жайловда тўй, 1953),
  - Молодые сердца (Джос джулеклер, 1966),
  - Глупый царь (Ахмак подша, 1968) и др.;
- для солистов, хора и оркестра
  - кантаты Каракалпакистан (1958),
  - О партии (1959),
- вокально-симфоническая поэма «Сорок девушек» (1958);
- сюиты для симфонического оркестра;
- произведения для оркестра узбекских народных инструментов;
- песни на тексты каракалпакских и узбекских поэтов
  - «Привет из Нукуса»
  - «Моя республика»
  - «Счастье народное» ;
- музыка к спектаклям драматического театра.

Награждён орденом и медалями.